# إيرني بوت
إرني بوت (بالصينية: 文心一言، بالبينيين: wénxīn yīyán)، الاسم الكامل التمثيل المعزز من خلال تكامل المعرفة (بالإنجليزية: Enhanced Representation through Knowledge Integration)، هو منتج خدمة بوت دردشة يعمل بالذكاء الاصطناعي من بايدو، وتم إصداره في عام 2023. تم بناؤه على نموذج لغوي كبير يسمى إيرني، والذي كان قيد التطوير منذ عام 2019.
تم الإعلان عن الإصدار إيرني 4.0 في 17 أكتوبر 2023.
تم إصدار الإصدار 4.5 ونموذج الاستدلال إيرني إكس 1 مجانًا في 16 مارس 2025.

## التاريخ
تم إصدار إيرني بوت في البداية للاختبار المدعو في 16 مارس 2023، استنادًا إلى «إيرني 3.0»، وهو نموذج لغوي كبير كان قيد التطوير منذ عام 2019. وقيل إن العرض التوضيحي المباشر الذي أطلقه إيرني كان مسجلاً مسبقًا، مما تسبب في انخفاض أسهم بايدو بنسبة 10 في المائة في نفس اليوم. ارتفع سهم الشركة بنسبة 14 بالمائة في اليوم التالي بعد أن قام المحللون من سيتي جروب وبنك أوف أميركا باختبار إيرني بوت وأعطوه موافقة أولية.
تم إطلاق إيرني بوت للجمهور بعد حصوله على الضوء الأخضر من السلطات التنظيمية الصينية في 31 أغسطس 2023.
تم تدريب «إيرني 3.0»، نموذج اللغة، باستخدام 10 مليار معلمة على مجموعة بيانات بحجم 4 تيرابايت (TB) تتكون من نصوص عادية ورسم بياني للمعرفة واسع النطاق. تم تحديثه بعد ذلك إلى «إيرني 3.5» في يونيو 2023، لكنه كان «أدنى قليلاً» من جي بي تي-4 الخاص بأوبن أيه آي. ردًا على ذلك، تم الكشف عن «إيرني 4.0» في أكتوبر وتم إصداره للمشتركين الذين يدفعون في نوفمبر من نفس العام.
زعمت شركة بايدو أن روبوت إيرني استقبل أكثر من 100 مليون مستخدم اعتبارًا من ديسمبر 2023. ارتفعت قاعدة مستخدمي إيرني بوت المتراكمة إلى 200 مليون بحلول أبريل 2024.
في يناير/كانون الثاني 2024، ذكرت صحيفة «ساوث تشاينا مورنينج بوست» الصادرة في هونج كونج أن مختبر أبحاث جامعي مرتبط بجيش التحرير الشعبي اختبر روبوت إيرني بوت والروبوت «سبارك» من إنتاج شركة آي فلاي تيك لخطط الاستجابة العسكرية في سيناريوهات تتضمن الولايات المتحدة. وبعد أن انخفضت أسهمها المدرجة في بورصة هونج كونج بنسبة تزيد عن 11.5 في المائة، أصدرت شركة بايدو بيانًا رسميًا تنفي فيه هذه الاتهامات.
تم دمج إيرني في الإطلاق الصيني لمجموعة هواتف جالكسي إس 24 من سامسونج.
في يونيو 2024، أعلنت بايدو أن عدد مستخدمي روبوت إرني قد وصل إلى 300 مليون. كما كشفت الشركة عن أحدث طراز أساسي لها، إرني 4.0 توربو، الذي يتميز بأوقات استجابة أسرع وأداء مُحسّن.
في سبتمبر 2024، منحت شركة بايدو كل من يستخدم التطبيق إمكانية الوصول إلى طراز 4.0 توربو وأعلنت أيضًا أنها ستغير اسمها الصيني من «ون شين يي يان» (文心一言) إلى «ون شوين» (文小言) وضع نفسه كمساعد بحث.
في 16 مارس 2025، أعلنت بايدو عن الإصدار 4.5 ونموذج المنطق إيرني إكس 1. كلا النموذجين متاحان مجانًا للمستخدمين الفرديين. يعمل نموذج الاستدلال إيرني إكس 1 بنفس مستوى ديب سيك آر 1. يحقق إيرني 4.5 أداءً أفضل من جي بي تي-4.5 في معايير متعددة. تم تحقيق التحسينات في إيرني 4.5 بفضل استخدام تقنيات جديدة مثل «فلاش ماسك» لإخفاء الانتباه الديناميكي، ومزيج غير متجانس متعدد الوسائط من الخبراء، وضغط التمثيل المكاني الزمني، وبناء بيانات التدريب المرتكزة على المعرفة، والتدريب المعزز بالتغذية الراجعة الذاتية بعد التدريب.
في 25 أبريل، كشف روبن لي، مؤسس بايدو، عن طرازي وينكسين 4.5 توربو ووينكسين إكس1 توربو خلال مؤتمر بايدو لمطوري الذكاء الاصطناعي كرييت 2025. يوفر الطرازان الجديدان وينكسين 4.5 توربو ووينكسين إكس1 توربو إمكانيات مُحسّنة بتكلفة أقل. مقارنةً بـ وينكسين 4.5، يتميز وينكسين 4.5 توربو بسرعة أكبر وسعر أقل بنسبة 80%. أما وينكسين إكس1 توربو، فمقارنةً بـ وينكسين إكس1، يُحسّن الأداء مع خفض التكاليف بنسبة 50%.

## التمرين
يعتمد إيرني بوت على نماذج إيرني الأساسية المحددة، بما في ذلك إيرني 3.0، وإيرني 3.5، وإيرني 4.0. تبدأ عملية التدريب من مرحلة ما قبل التدريب، والتعلم من تريليونات نقاط البيانات ومليارات قطع المعرفة. وقد تبع ذلك تحسين من خلال الضبط الدقيق الخاضع للإشراف، والتعلم التعزيزي مع ردود الفعل البشرية، والاستجابة السريعة.

## الخدمة
في خيارات الاشتراك، تتيح الخطة الاحترافية للمستخدمين الوصول إلى إيرني 4.0 إما بدفع شهري أو برسوم مخفضة للتجديد التلقائي شهريًا. أما إيرني 3.5 فهو مجاني.
تم تحديث معلومات إيرني 4.0، نموذج اللغة لروبوت إيرني، حتى أبريل 2023.

## الرقابة
يخضع إرني بوت لنظام الرقابة الذي تفرضه الحكومة الصينية. في الاختبارات العامة مع الصحفيين، رفض إيرني بوت الإجابة على أسئلة حول شي جين بينج، واحتجاجات ومذبحة ميدان السلام السماوي عام 1989، واضطهاد الأويغور في الصين في شينجيانغ، واحتجاجات هونج كونج 2019–20. عند الاستفسار عن أصل فيروس سارس-كوف-2، ذكر إيرني بوت أنه نشأ بين مستخدمي السجائر الإلكترونية الأمريكيين.

## وصلات خارجية
- الموقع الرسمي